# Cordilura adrogans
Cordilura adrogans är en tvåvingeart som beskrevs av Cresson 1918. Cordilura adrogans ingår i släktet Cordilura och familjen kolvflugor. Inga underarter finns listade i Catalogue of Life.